# Réserve de Bandia
Pour les articles homonymes, voir Bandia (homonymie).
La réserve de Bandia est une petite réserve naturelle du Sénégal, située à 65 km de Dakar sur la route de Mbour, à proximité du village de Bandia.

## Histoire
L'Histoire de la réserve de Bandia a commencé en 1981 avec la mise sur pied du PARFOB (projet autonome pour le reboisement de la forêt de Bandia), financé par l'USAID avec dans un premier temps une co-direction sénégalo américaine. Pour la partie sénégalaise, il s'agit de Feu Boubacar SIDIBE, Officier supérieur, Inspecteur principal des Eaux, Forêts et Chasses et David GUIBSON pour la partie américaine. Au bout de trois ans, la partie américaine s'est retirée et le projet fut mené à terme en 1986 par M. SIDIBE.
c'est sur les acquis de ce projet que fut créée la réserve de Bandia.
Créée en 1990[réf. nécessaire], Bandia est la première réserve privée du Sénégal.
Tous les tumulus de la forêt de Bandia ont été classés par les Monuments historiques en 2003.

## Caractéristiques
La superficie de cette réserve est de 3500 hectares et entièrement clôturée.

## Faune
Alors que d'autres parcs sénégalais sont principalement dédiés aux oiseaux (Parc national des oiseaux du Djoudj ou Parc national de la Langue de Barbarie), Bandia abrite au contraire de nombreux mammifères, délibérément réintroduits dans la région.
Parmi les espèces animales présentes dans le parc, on remarque en particulier des rhinocéros, des girafes, de grandes antilopes, des gazelles dama, des élans de Derby, des buffles, des singes patas, des vervets, des phacochères, des hippotragues, des zèbres, des chacals des mangoustes ainsi que de hyènes. 
Cependant on y dénombre aussi près de 120 espèces d'oiseaux, dont des autruches, ainsi que, des tortues géantes, des varans du nil et des crocodiles.

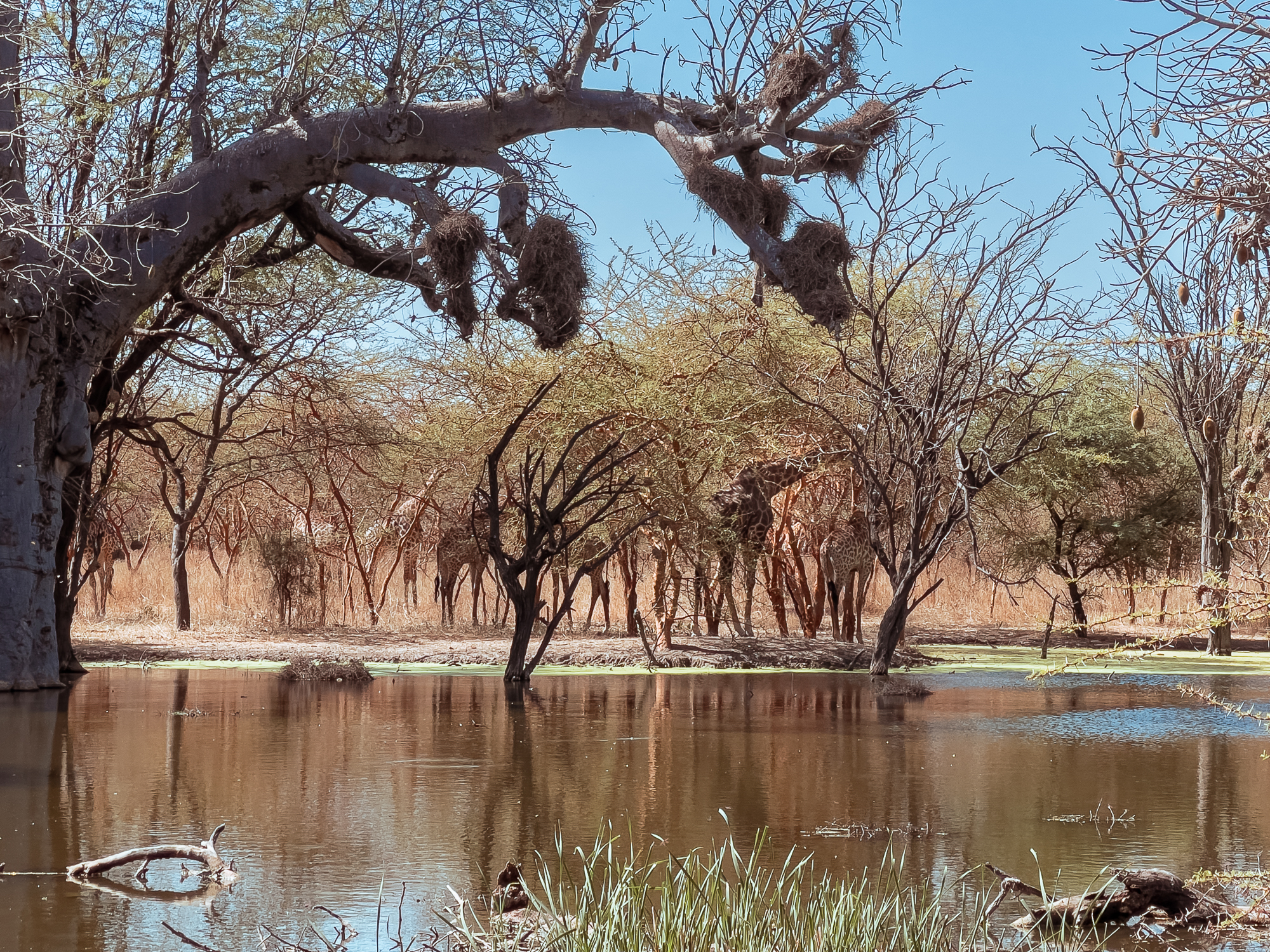
Paysage reserve de bandia

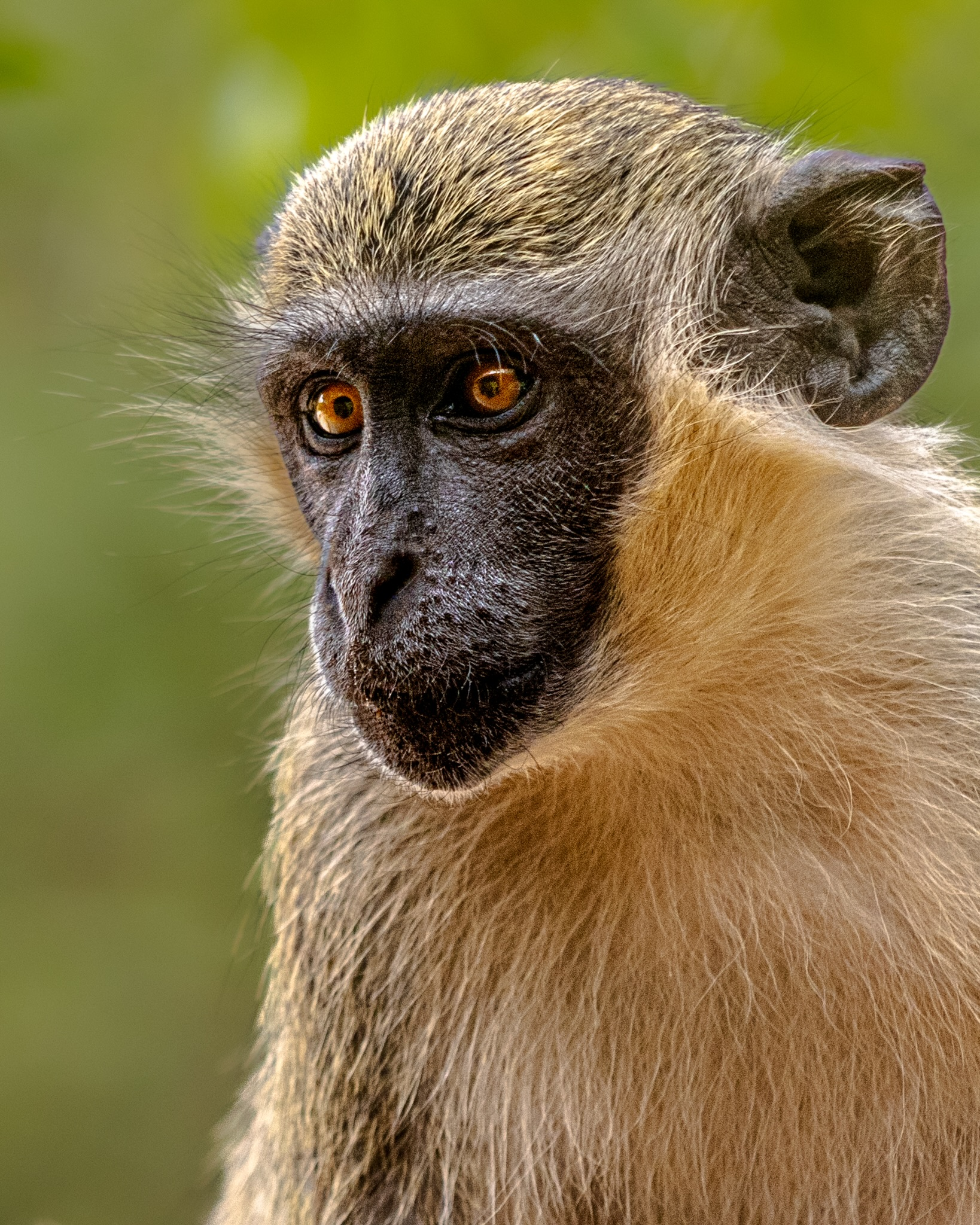
Green vervet of the Banbia reserve

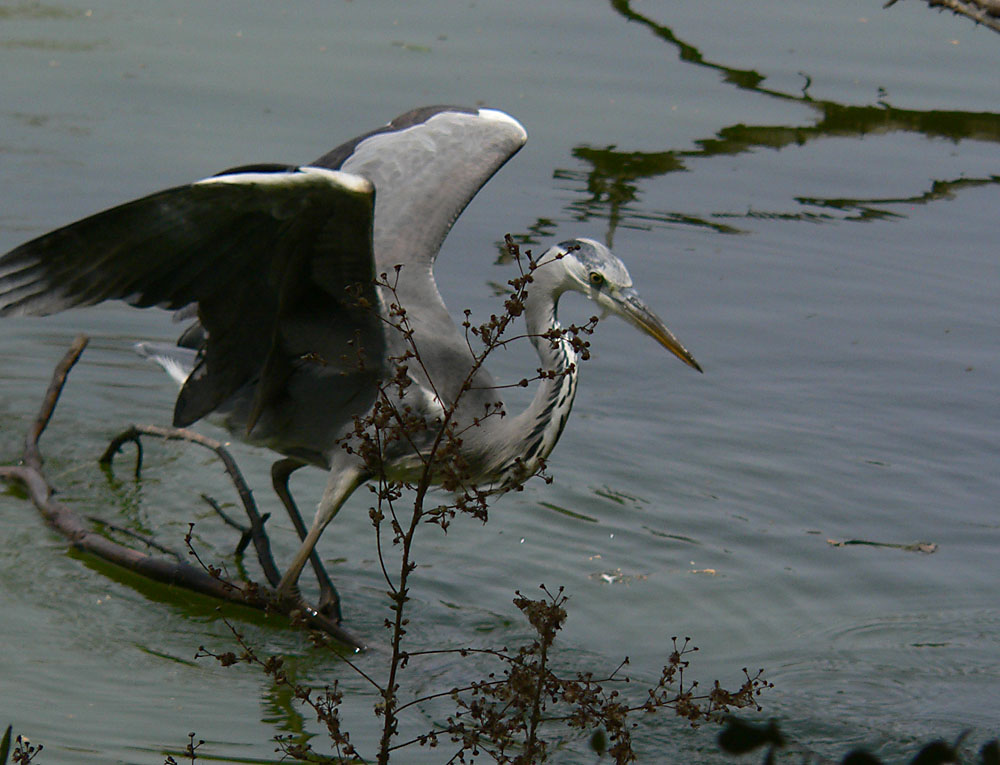
Héron gris (Ardea cinerea) sur le point de pêcher.
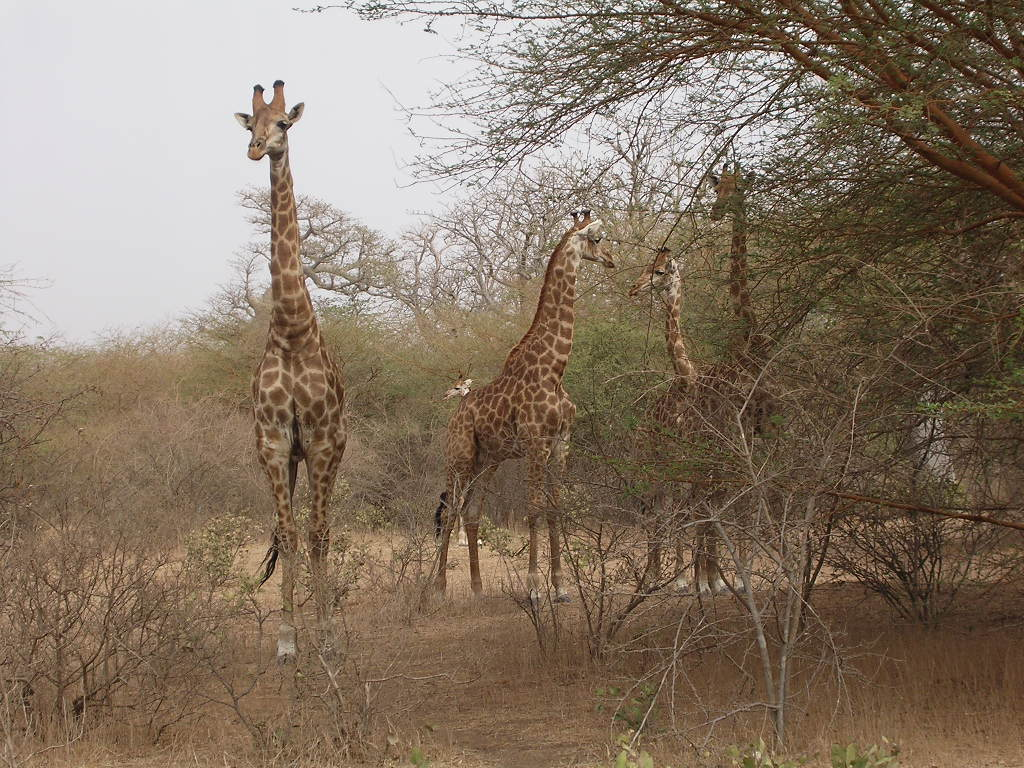
Girafes venues d'Afrique du Sud.
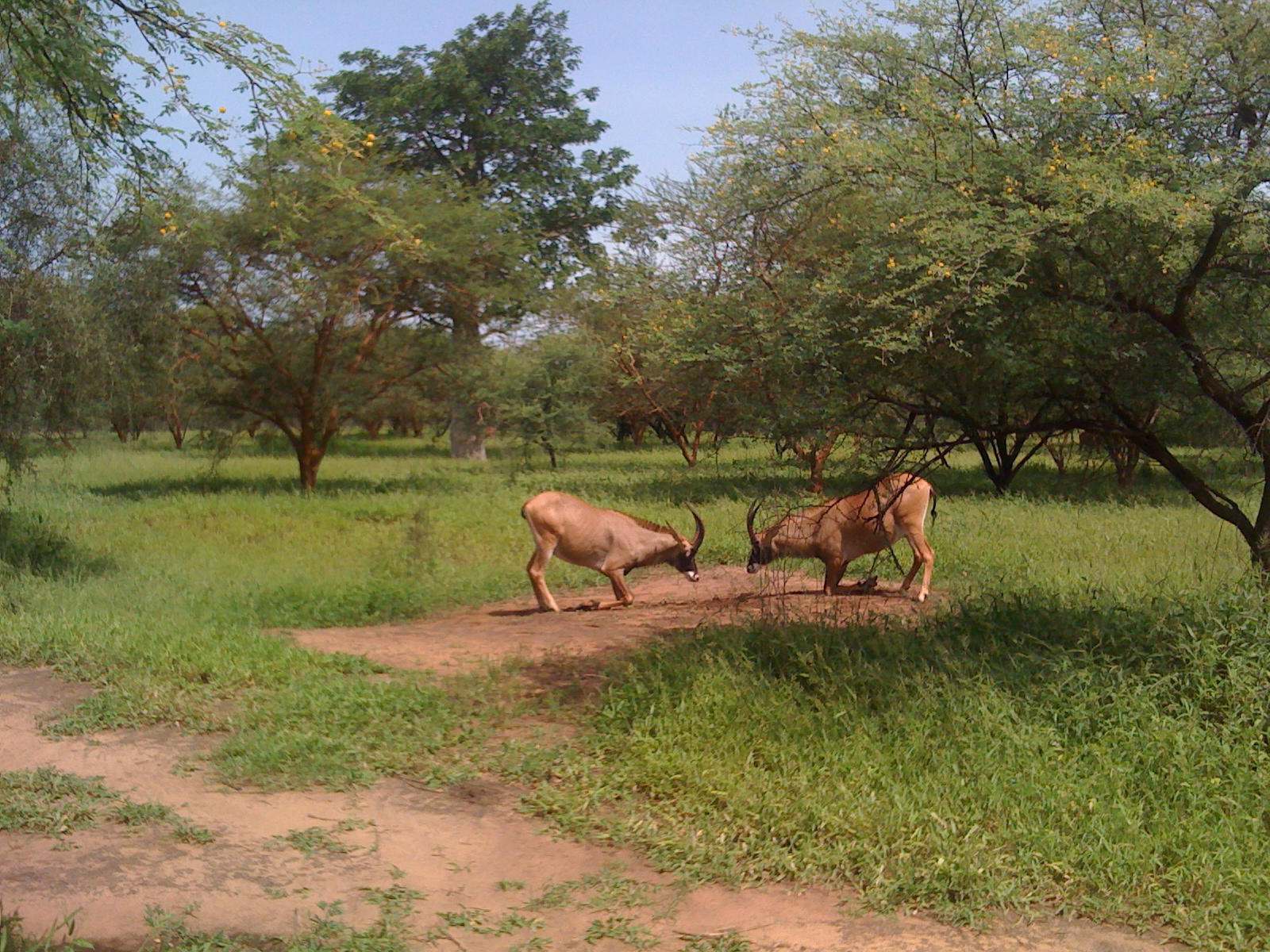
Combat d'Antilopes à Bandia.

## Autres curiosités

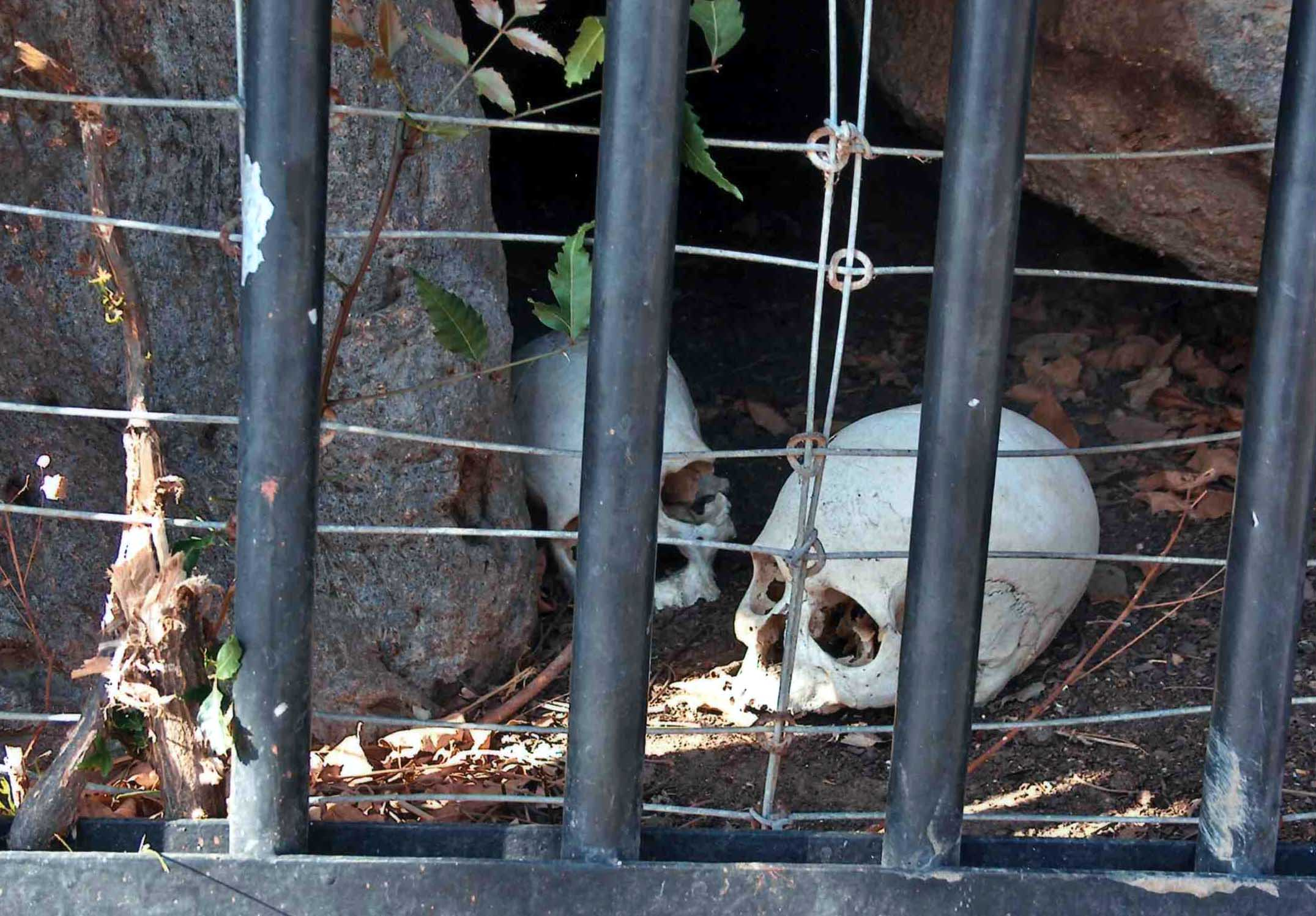
Crânes de griots ensevelis au pied d'un baobab

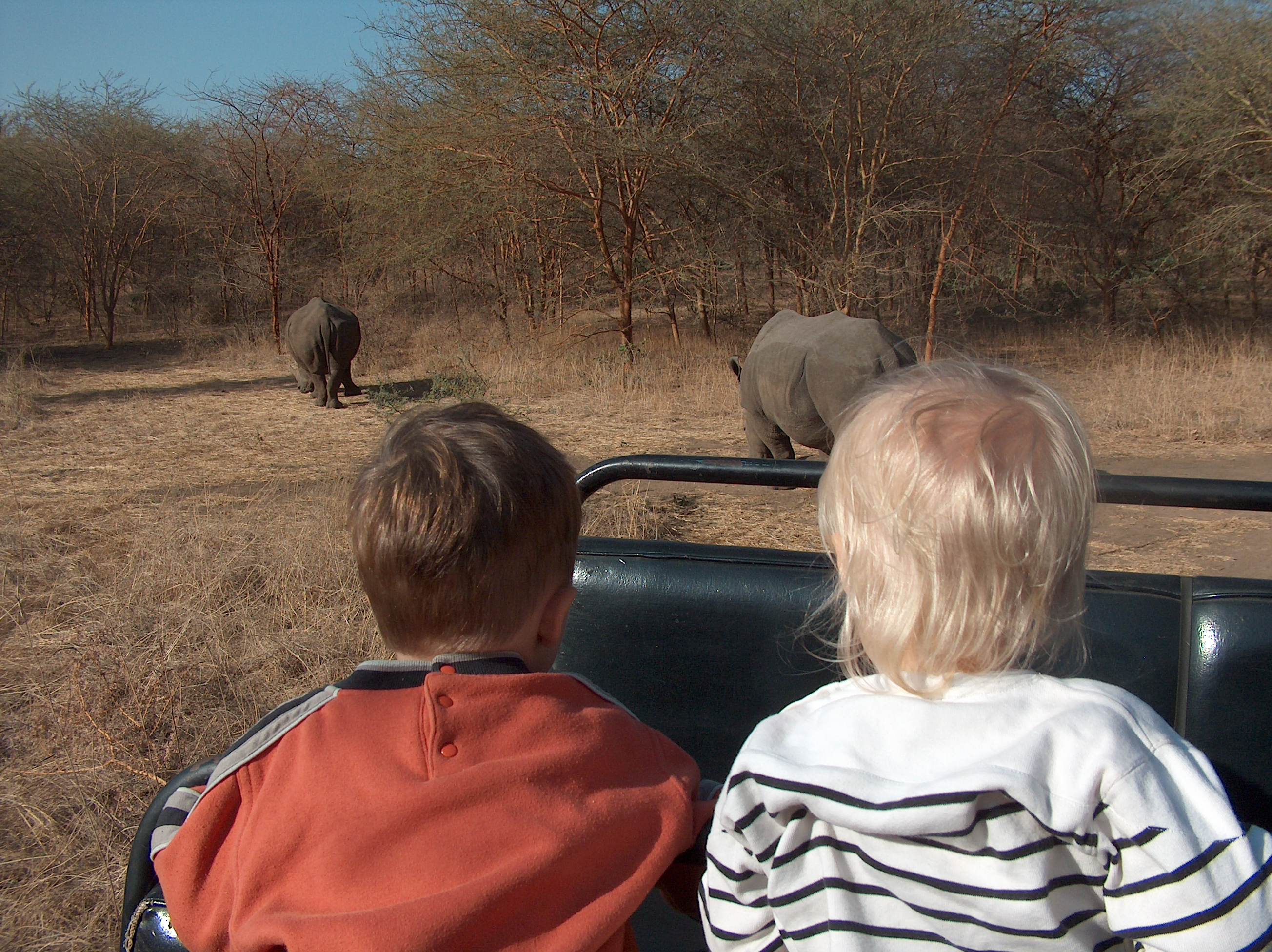
À la découverte des rhinocéros

Dans cette réserve surtout faunique, on peut également observer des cases peuls, une meule de charbonnier, des tumulus sérères avec la reconstitution d'une chambre funéraire.
On y trouve aussi des baobabs géants, en particulier un  étonnant baobab-éléphant (Adansonia digitata). Comme en témoignent quelques ossements, le tronc de l'un des arbres a servi de sépulture à des griots.

## Tourisme
Pas trop éloignée de la capitale et toute proche de la station balnéaire de Saly, la réserve de Bandia est une destination classique pour un tourisme souvent familial. En 2001, 33 000 entrées payantes y ont été enregistrées. 
Cette aire protégée se  visite uniquement à bord d'un véhicule (personnel ou de location, taxi).